# Dockery Plantation

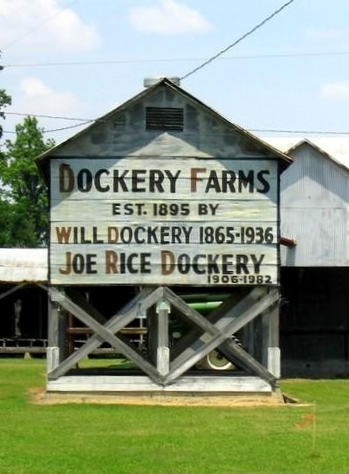
Die Dockery Plantation 2005

Die Dockery Plantation war eine über 60 km² große Baumwollfarm nahe Ruleville im Sunflower County, Mississippi. Die Plantage beschäftigte mehrere hundert Arbeiter, die mit ihren Familien auf dem Gelände lebten und verfügte über eine eigene, dorfähnliche Infrastruktur, es gab unter anderem einen Kurzwarenladen, ein Möbelgeschäft, eine Kirche, einen Friedhof, eine Sägemühle und selbst einen Bahnhof. Die Arbeiter wurden zeitweise in einer eigenen Währung bezahlt.
1895 von Will Dockery gegründet, ab 1936 von Joe Rice Dockery geleitet und bis 1982 unter seiner Leitung in Betrieb, beschäftigte sie Anfang des 20. Jahrhunderts zeitweise den Bluesmusiker Charley Patton. Mit dessen zunehmendem Ruhm zogen zahlreiche weitere Bluesmusiker dorthin nach, unter anderem Son House, Bukka White, Robert Johnson, Howlin’ Wolf, John Lee Hooker und viele mehr. So wurde die Dockery Plantation berühmt als „Geburtsstätte des Delta Blues“. Heute ist sie aufgrund dieses Rufes eine touristische Sehenswürdigkeit.